# 岸田実保
岸田 実保（きしだ みほ、1990年11月2日 - ）は、日本で活動するミュージカル女優および元バレリーナである。劇団四季所属。愛媛県新居浜市出身。

## 来歴
4歳のときにクラシックバレエを始め、イギリスでのバレエ研修を経てバレリーナとして活動していた。2011年に劇団四季研究所に入所し、同年7月12日にJR東日本アートセンター四季劇場［秋］で上演された『アンデルセン』東京公演でのアンサンブル役が初舞台出演となった。

## 人物
同僚の岡村美南をリスペクトしている。

## 主な出演作品
- アンデルセン - アンサンブル（2011年）
- 王様の耳はロバの耳 - 蝶の精 役（2012年）
- ライオンキング - アンサンブル 8枠（2012年）
- 夢から醒めた夢 - アンサンブル 3枠（2013年）
- ジーザス・クライスト＝スーパースター - アンサンブル（2013年）
- ジョン万次郎の夢 - アンサンブル（2014年）
- ウェストサイド物語 - フランシスカ 役（2016年）

※括弧内の年は初出演年